# R5 (België)
De R5 is de grote ring rond de Belgische stad Bergen. De weg is als autosnelweg uitgevoerd. De eerste kilometers van deze ringweg werden aangelegd in 1967. De rest volgde tussen 1984 en 1986. Rond het jaar 2000 werd de R5 parallel aan de N6 een tweetal kilometer doorgetrokken naar het zuiden, maar dat gedeelte heeft niet het statuut van autosnelweg en loopt ook helemaal niet in de richting van de R5a.
Ten oosten van Bergen ligt de R5a, een geïsoleerd tweede deel van de Bergense grote ring van amper drie kilometer.
Het vak van de ring tussen Asquillies en Havré, toch een afstand van een tiental kilometer, werd nooit aangelegd. Er bestaat in die zeer landelijke omgeving ook geen N-weg die de functie van ring uitoefent.

## Galerij

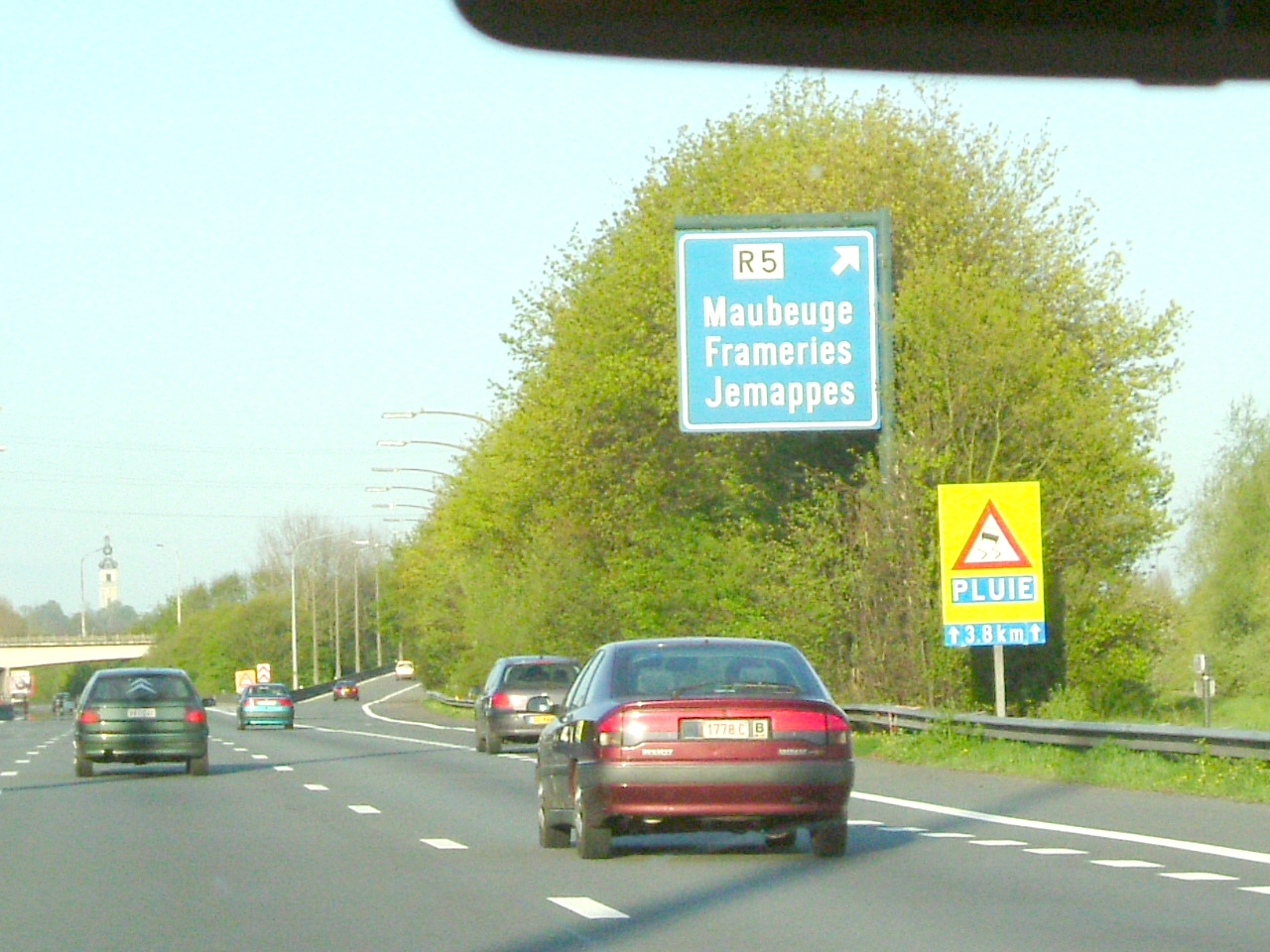
De A7/E42 ter hoogte van de R5
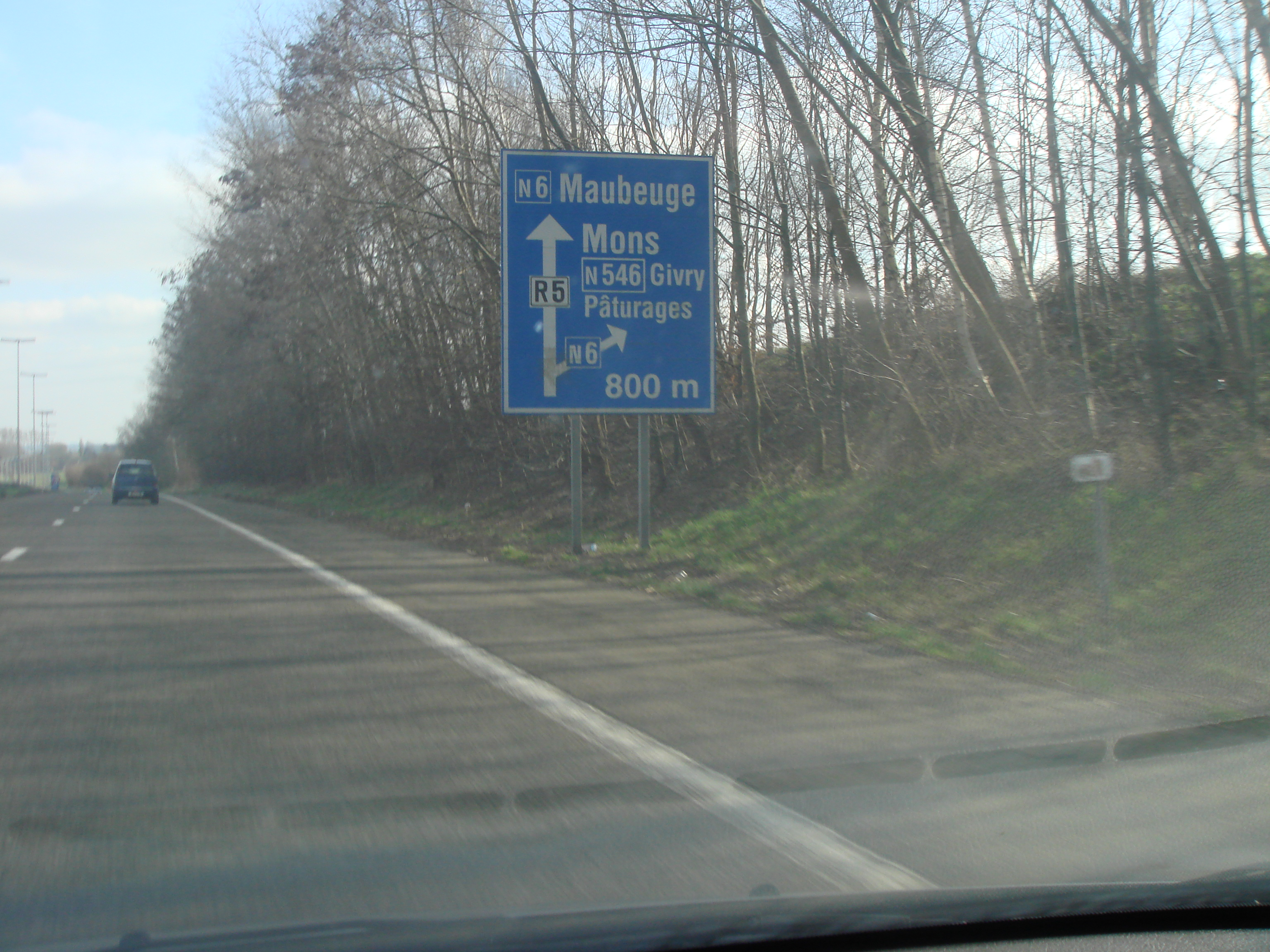
De R5 bij afrit 4 richting N6

R-wegen:
R0 · R1 · R2 · R3 · R4 (R4a · R4z) · R5 (R5a) · R6 · R7 · R8 · R9 · R10 · R11 (R11a) · R12 · R13 · R14 · R15 · R16 · R18 · R20 (R20a · R20b) · R21 (R21a · R21b · R21c · R21d) · R22 (R22a · R22z) · R23 (R23z) · R24 · R25 · R26 · R27 (R27a) · R30 (R30a · R30b) · R31 · R32 · R33 · R34 · R35 · R36 (R36z) · R40 (R40a) · R41 · R42 · R43 · R50 · R51 · R52 · R53 · R54 · R55 · R61 (R61a) · R62 · R70 · R71 · R72 · R73
N-wegen die (gedeeltelijk) een ringweg omvatten:
N1 · N3 · N4 · N6 · N7 · N8 · N9 · N13 · N17 · N27 · N27a · N28 · N29 · N31 · N32 · N34 · N35 · N36 · N37 · N38 · N39 · N41 · N44 · N46 · N47 · N49 · N50 · N55 · N60 · N60d · N70 · N71 · N72 · N73 · N75 · N76 · N78 · N80 · N81 · N82 · N90 · N92 · N113 · N153 · N203 · N203a · N390 · N405 · N416 · N441 · N473 · N498 · N556 · N700 · N712 · N712b · N717 · N722 · N725 · N748 · N750 · N769 · N967